# Костянтинівська волость (Богодухівський повіт)
Костянтинівська волость — історична адміністративно-територіальна одиниця Богодухівського повіту Харківської губернії з центром у селі Костянтинівка.
Станом на 1885 рік складалася з 7 поселень, 4 сільських громади. Населення — 2899 осіб (1487 чоловічої статі та 1412 — жіночої), 501 дворове господарство.
|                     | Площа, десятин | У тому числі орної, дес. |
| ------------------- | -------------- | ------------------------ |
| Сільських громад    | 2681           | 2540                     |
| Приватної власності | 9272           | 5956                     |
| Іншої власності     | 34             | 33                       |
| Загалом             | 11987          | 8529                     |

Найбільші поселення волості станом на 1885:
- Костянтинівка — колишнє власницьке село при річці Грузька за 40 верст від повітового міста, 1203 особи, 235 дворів, православна церква, школа, лікарня, поштова станція, щорічний ярмарок. За версту — паровий млин.  За версту — винокурний завод.
- Слобідка (Ковалівка , Грузне) — колишнє власницьке село при річці Грузька, 724 особи, 135 дворів.